# Hiroshi Machii
Hiroshi Machii (japanisch 待井 寛 Machii Hiroshi; * 13. Februar 1966 in Nagano) ist ein ehemaliger japanischer Freestyle-Skier. Er war auf die Disziplin Aerials (Springen) spezialisiert.
Machii trat im Januar 1988 in Inawashiro erstmals im Freestyle-Skiing-Weltcup an, wobei er den 35. Platz errang und nahm bis 1996 an 14 Weltcups teil. Sein bestes Ergebnis dabei erreichte er im Januar 1993 mit dem 18. Platz in Le Relais. Bei den Olympischen Winterspielen 1994 in Lillehammer belegte er den 20. Platz.